# Herramienta Recortes
La Herramienta Recortes es una utilidad de captura de pantalla de Microsoft Windows incluida a partir de la versión Windows Vista. Es capaz de tomar capturas de pantalla fijas de una ventana abierta, áreas rectangulares, de forma libre o la pantalla completa. Los resultados se pueden anotar luego utilizando un mouse o una tableta; almacenar como un archivo de imagen (en formato PNG, GIF o JPEG) o como un archivo MHTML; o también enviar por correo electrónico. La Herramienta Recortes permite la edición básica de la imagen instantánea, con lápices de diferentes colores, un borrador y un resaltador.

## Historia
En versiones anteriores a Windows Vista, la Herramienta Recortes, originalmente conocida en inglés como Clipping Tool, estaba incluida en el Experience Pack de Windows XP Tablet PC Edition 2005. Se lanzó originalmente como un PowerToy para el lanzamiento de Microsoft Tablet PC el 7 de noviembre de 2002.
En la versión 1809 de Windows 10, se introdujo una nueva versión de la aplicación universal de la Herramienta Recortes conocida como Recortar y Anotar. Inicialmente se le llamó Screen Sketch y fue un componente del espacio de trabajo de Windows Ink. La Herramienta Recortes se modificó para incluir un aviso de advertencia sobre la descontinuación de la aplicación, para alentar a los usuarios a migrar al nuevo Recortar y Anotar. A pesar de esto, la aplicación nunca fue eliminada de Windows 10.
En abril de 2021, Microsoft lanzó la compilación 21354 de Windows 10 Insider, la cual consiguió que la Herramienta Recortes se pudiera actualizar desde la Microsoft Store al estar incluida con Recortar y Anotar.
La compilación 22000.132 de Windows 11 Insider, lanzada el 12 de agosto de 2021, introdujo una actualización de Recortar y Anotar la cual la renombraba Herramienta Recortes, la trasladaba a WinUI 3.0 y modifica la interfaz haciéndola similar a la antigua Herramienta Recortes. La Herramienta Hecortes anterior se eliminó con esta compilación. Desde la actualización del 14 de marzo de 2023, la Herramienta Recortes tiene una función de grabrar la pantalla.